# Höganäs Keramik

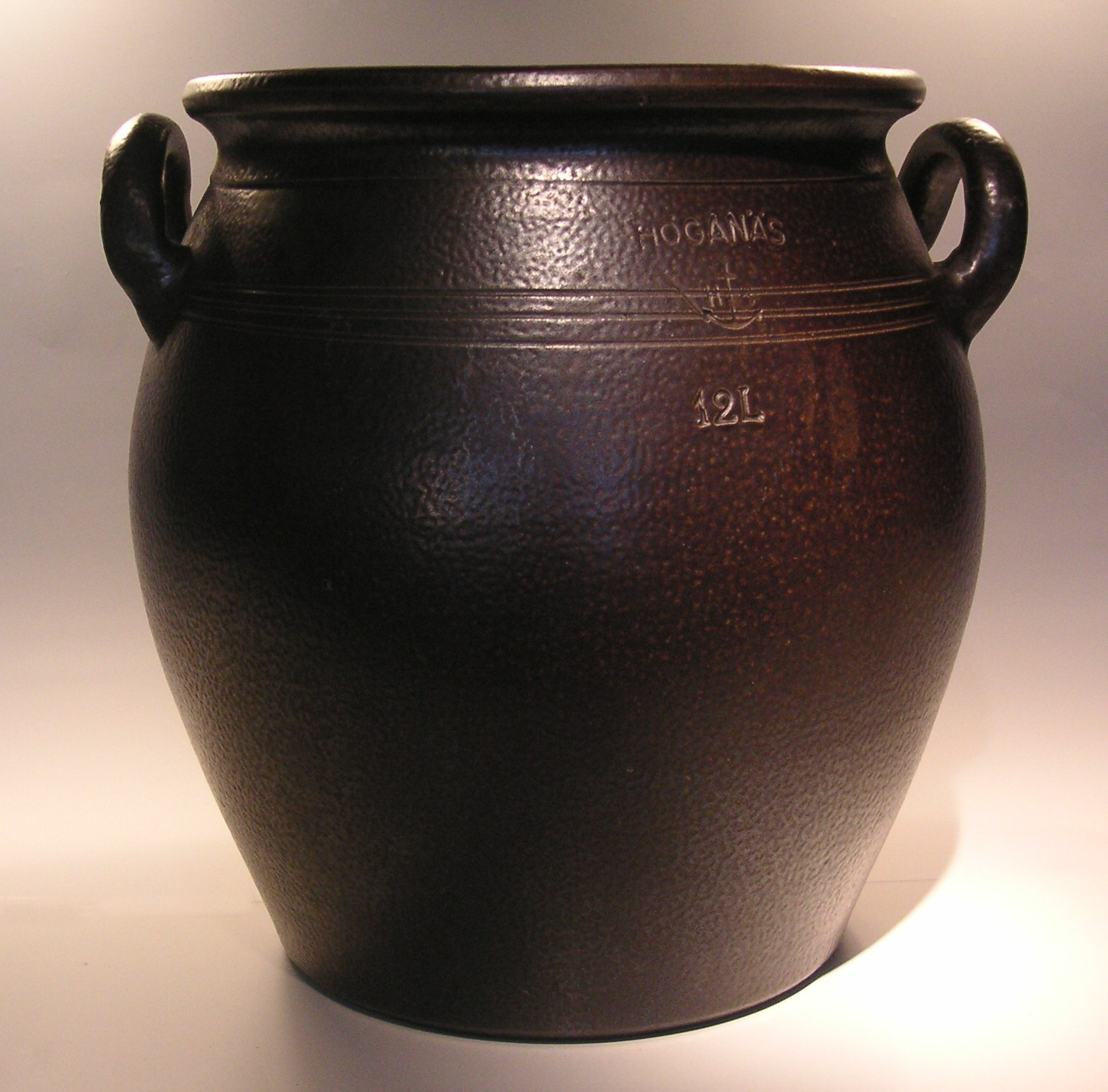
Ein klassischer Höganäskrus

Höganäs Keramik AB ist ein schwedisches Unternehmen, das Küchengegenstände aus Keramik und Steingut herstellt. Der Firmensitz befindet sich im südschwedischen Ort Höganäs.
Die Firma wurde 1909 von Karl Andersson und Sigfrid Johansson unter dem Namen Andersson & Johansson gegründet. Anfangs war die Produktion von keramischen Gegenständen noch bescheiden, aber schon 1914 nahm man an der „Baltischen Ausstellung“ (Baltiska utställningen) in Malmö teil. Während der 1920er Jahre wurde die Fabrik erweitert und zehn Jahre später brachte man die ersten eigenen Kollektionen auf den Markt. Man stellte verschiedene feuerfeste Waren mit der typischen rotbraunen Glasur her.
Im Jahr 1948 wurde die Firma in eine Aktiengesellschaft umgebildet und das Angebot mit Töpfen, Schüsseln und Formen erweitert. Auf der Helsingborger Ausstellung 1955 präsentierte man unter anderem die Serie Old Höganäs. Jetzt veränderte man auch die Produktion von rein handwerklich auf industriell.

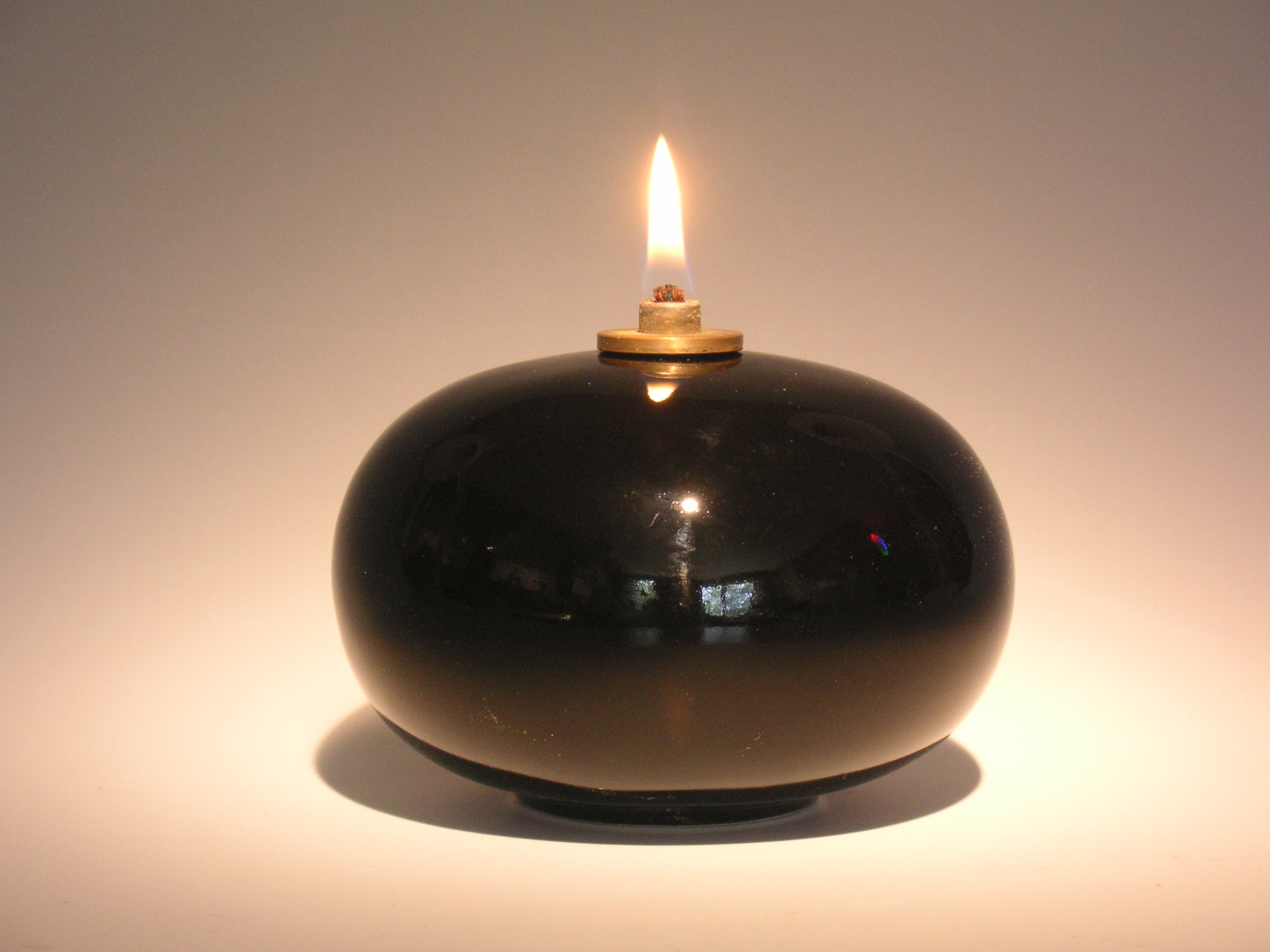
Die sogenannte „Aladdin“-Petroleum-Leuchte von Anne Nilsson

In den 1990er Jahren wurde Höganäs Keramik von BodaNova erworben. Seit Anfang 2002 gehört Höganäs Keramik AB mit unter anderem Arabia, Hackman und Rörstrand zur finnischen Iittala in Iittala, die wiederum im Jahr 2008 von Fiskars übernommen wurde.
Ein Klassiker wurde der so genannte Höganäskrus (Höganäskrug), der heute noch in vielen verschiedenen Größen hergestellt wird, und der symbolisch auch im Firmen-Logo abgebildet ist.